# 辽宁省博物馆“又见大唐”书画文物展
辽宁省博物馆“又见大唐”书画文物展是一场位于辽宁省博物馆开展的一次展览会，展期为2019年10月7日至2020年1月5日。

## 概括
这一展览分为两个部分，分别是盛世画卷和浩荡书风。其中又分为八个单元，分别为色彩缤纷、气象万千、花颜云鬓、丰神异彩、驰驱天下、纵横万里、风华卓绝、遗韵千年、兰亭再现、传承经典、百家竞秀、异彩纷呈、文脉悠远、风流递传、丝路驼铃和穿越时空。